# سردشت (فريمان)
سردشت (بالفارسية: سردشت) هي قرية تقع في قسم بالابند الريفي في إيران. يقدر عدد سكانها بـ 633 نسمة بحسب إحصاء 2016.